# Euchrysops enejus
Euchrysops enejus är en fjärilsart som beskrevs av Fabricius. Euchrysops enejus ingår i släktet Euchrysops och familjen juvelvingar. Inga underarter finns listade i Catalogue of Life.